# Oskar Iden-Zeller

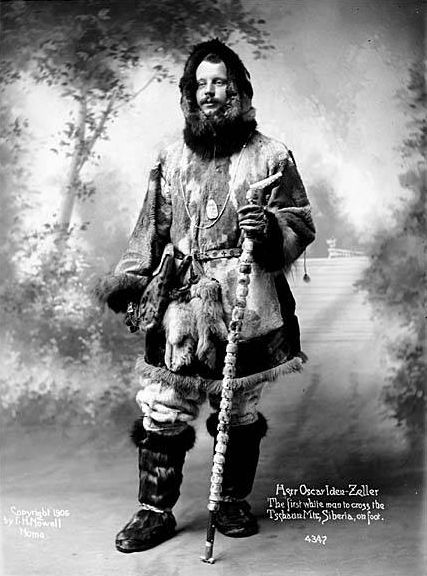
Oskar Iden-Zeller

Oskar Iden-Zeller (* 1879 in Zossen; † 21. November 1925 in Berlin) war einer der ersten deutschen Ethnologen des 20. Jahrhunderts, die ein spezielles Interesse an Sibirien entwickelten. Verheiratet war er mit Anita Iden-Zeller, die ihn ab 1913 auf seiner letzten, elf Jahre dauernden Reise durch Sibirien begleitete sowie mit ihm zusammen und später auch allein über die Reisen publizierte.

## Reisen
Iden-Zellers Reisen führten unter anderem von Sankt Petersburg zum Baikalsee, nach Jakutsk und Werchojansk, sowie ins Kolyma-Gebiet und an die Beringstraße. Obwohl er gute Kontakte in die universitären und wissenschaftlichen Zirkel in Deutschland und auch zu Roald Amundsen hatte, galt Iden-Zeller als ethnologischer Autodidakt.

### Erste Expedition (1902–1906?)
Seine erste Expedition ging, von Sankt Petersburg aus, über Tscheljabinsk, Jakutsk und Nischnekolymsk bis zur Beringstraße, von wo aus er nach Alaska übersetzte. Nach seinen Angaben legte er diese vierjährige Reise zu Fuß zurück. Dabei begleitete er vier Monate eine Gruppe von Nomaden der Tschuktschen. Den Endpunkt der Reise stellte die Handelsstation der „North Eastern Siberian Co.“ an der Beringstraße dar, die er mit letzter Kraft und nach 70-tägigem Fußmarsch erreichte. Seine Reise verarbeitete er im Buch „12000 Kilometer durch Sibirien“.

### Expedition (1913–1916 geplant) und Zwangsaufenthalt in Sibirien bis 1924
Iden-Zeller war im Auftrag des Museums für Völkerkunde Hamburg und des Museums für Völkerkunde in Leipzig, des Geographischen Instituts Gießen sowie vom Reclam-Verlag beauftragt und finanziell unterstützt, eine Reise nach Sibirien zu organisieren und durchzuführen. Geplant war zunächst ein drei Jahre dauernder Aufenthalt in Sibirien, bei dem verschiedene ethnologische Artefakte gesammelt (und zurück nach Deutschland geschickt) und einheimische Völker studiert werden sollten. Diese Expedition trug den Namen „Deutsche Taimyrland Expedition“. Begleitet wurde er dabei von seiner Frau Anita, die auch einen Großteil der Reisereportage („Der Weg der Tränen“) veröffentlichte. Die Reise führte das Paar unter anderem nach Mansurka in der Nähe des Baikalsees, nach Jakutsk und nach Bulun an der unteren Lena.
Mit Ausbruch des Ersten Weltkriegs verschlechterte sich die Situation von Ausländern in Russland dramatisch. Oskar Iden-Zeller wurde wie andere Reichsdeutsche der Spionage verdächtigt und zunächst in Irkutsk und dann auch Jakutsk interniert. Der Reclam-Verlag rief zu Spenden auf. Mit Ende des Krieges verbesserte sich seine Situation (er konnte sich ab dem Frühjahr 1919 wieder frei im Land bewegen), so dass er in neuem Auftrag an die Lena-Mündung reiste. Bis Mitte 1922 war er in einigen Fällen beim Rücktransport von (deutschen) Kriegsgefangenen involviert.
Im Winter 1922/23 reiste er zum letzten Mal, von Wladiwostok aus, in das Gebiet von Gischiga (heute Oblast Magadan), um dort als Handelsvertreter unter anderem für Felle sein Glück zu versuchen. Zuvor hatte er sich in Jakutsk von seiner Frau trennen müssen, da beide als Deutsche nach Ausbruch des Ersten Weltkriegs von den Behörden festgesetzt worden waren und ihnen die Ausreise nach Deutschland verwehrt wurde. Auf seiner Handelsexpedition geriet er schließlich nochmals zwischen die Fronten von Rot- und Weißgardisten und wurde im Winter 1923/24 von der Tscheka ins Gefängnis nach Wladiwostok gebracht.
Im Dezember 1924 gelang es ihm, nach Deutschland zurückzukehren, wo er am 21. November 1925 in Berlin-Wilmersdorf verstarb.

## Werke
- Oskar Iden-Zeller: 12000 Kilometer durch Sibirien. Reclam, Leipzig 1914.
- Oskar Iden-Zeller: Kulturbilder vom ostsibirischen Goldgruben-Distrikt (mit neun Abbildungen). In: Reclams Universum. Bd. 31,2 (1915), S. 954–959.
- Oskar und Anita Iden-Zeller: Der Weg der Tränen. Reclam, Leipzig 1926.